# Anthidiellum turneri
Anthidiellum turneri är en biart som först beskrevs av Heinrich Friese 1909.  Anthidiellum turneri ingår i släktet Anthidiellum och familjen buksamlarbin. Inga underarter finns listade i Catalogue of Life.